# Dančovice

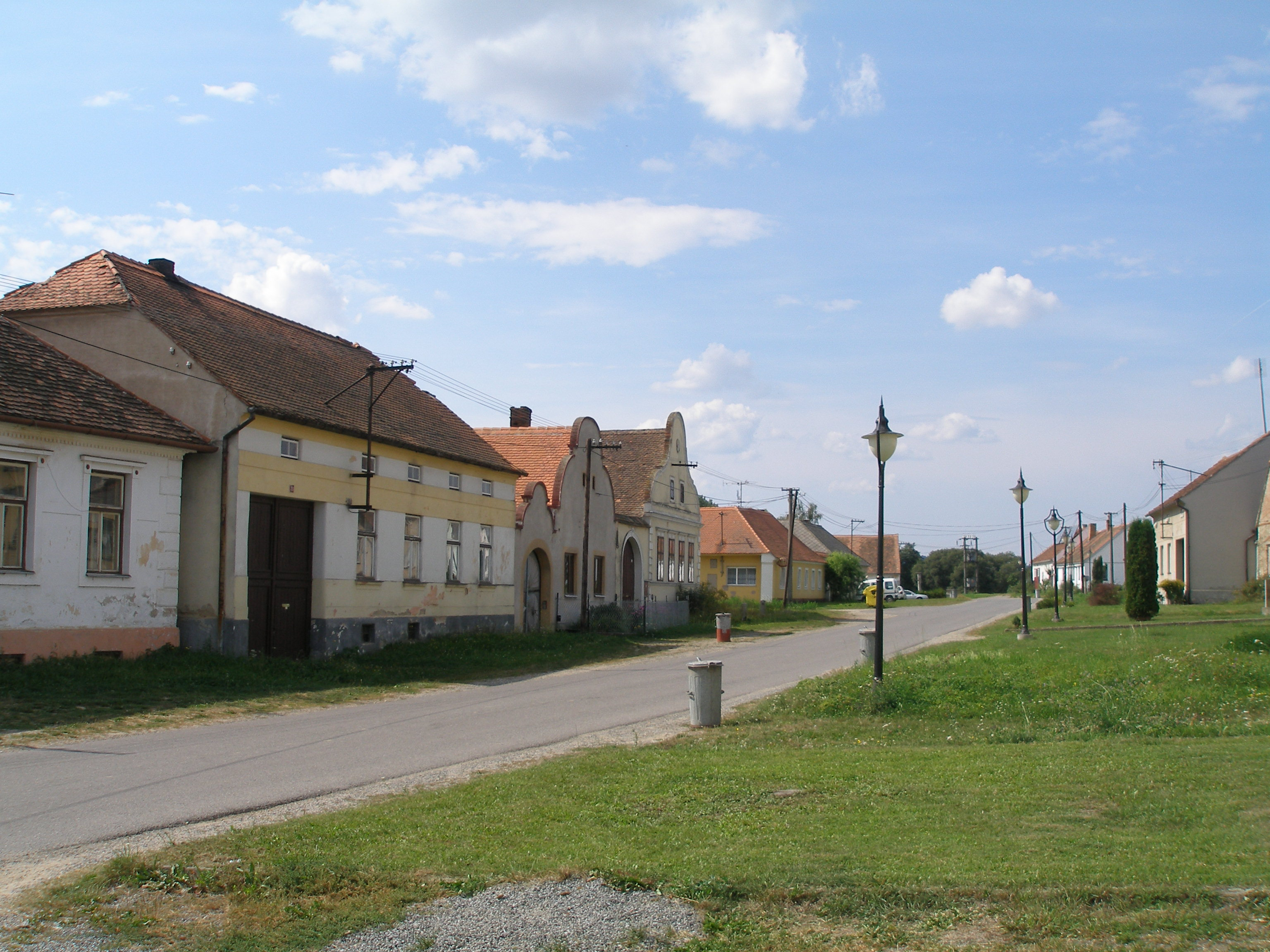
Westlicher Teil des Dorfangers

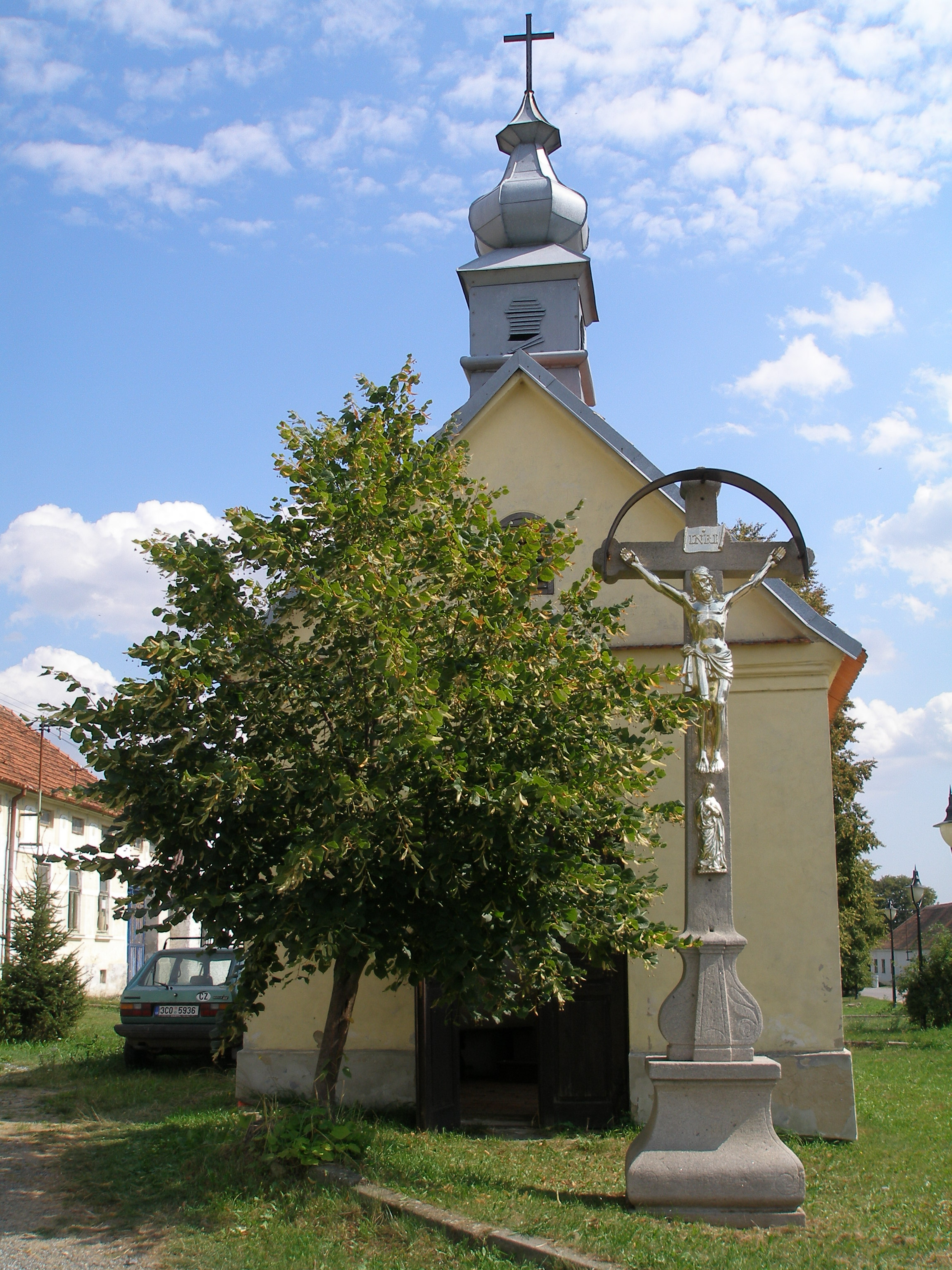
Kapelle des hl. Leopold

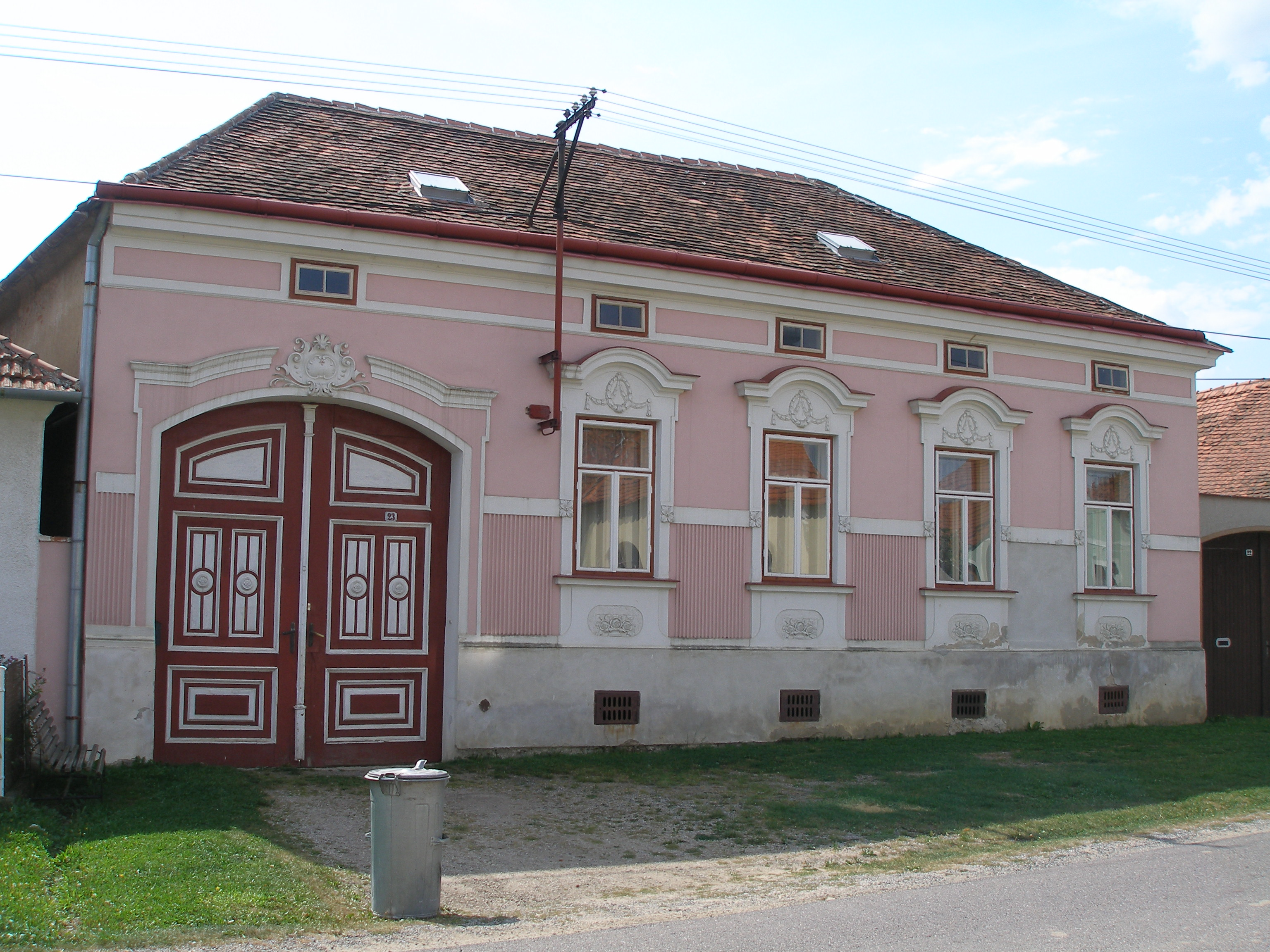
Haus Nr. 23

Dančovice (deutsch Dantschowitz, auch Dančowitz) ist ein Ortsteil der Gemeinde Dešná in Tschechien. Er liegt sieben Kilometer südlich von Jemnice an der österreichischen Grenze und gehört zum Okres Jindřichův Hradec.

## Geographie
Das Längsangerdorf Dančovice befindet sich linksseitig des Baches Blatnice in der Bítovská pahorkatina (Vöttauer Hügelland). Gegen Osten liegt das Tal der Želetavka. Nordöstlich erheben sich der Kopec za vsí (482 m n. m.) und der Steinerthalert (503 m n. m.), im Südwesten der Dešenský Šibeník (Galgenberg, 504 m n. m.).
Nachbarorte sind Menhartice im Norden, Radotice und Bačkovice im Nordosten, Šimkův Mlýn und Police im Osten, Lubnice und Mešovice im Südosten, Rancířov im Südwesten, Dešná im Westen sowie Plačovice und Lovčovice im Nordwesten.

## Geschichte
Die erste urkundliche Erwähnung des Dorfes erfolgte im Jahre 1514. Der Ortsname ist slawischen Ursprungs und leitet sich von einer Person namens Daneč ab. Als Eva Tawikowska von Tajkowitz im Jahre 1600 die Herrschaft Pullitz ihrem Mann Georg Christoph Teuffel von Gundersdorf vererbte, war Dančowic bereits Teil der Herrschaft. Im Jahre 1633 kaufte Jakob Berchtold zu Ungarschitz die Herrschaft Pullitz. 1793 gab es in Dantschowitz 30 Häuser, in denen 195 Menschen lebten. Karl von Berchtold veräußerte die Herrschaft Pullitz 1821 an August von Segür.
Im Jahre 1834 bestand das im Znaimer Kreis gelegene Dorf Dantschowitz bzw. Dančowice aus 33 Häusern mit 165 deutschsprachigen Einwohnern. Erwerbsquelle bildete die Landwirtschaft. Pfarr- und Schulort war Döschen. Bis zur Mitte des 19. Jahrhunderts blieb Dantschowitz der Allodialherrschaft Pullitz untertänig.
Nach der Aufhebung der Patrimonialherrschaften bildete Dantschowitz / Dančovice ab 1848 eine Gemeinde im Gerichtsbezirk Jamnitz. Ab 1869 gehörte Dantschowitz zum Bezirk Datschitz; zu dieser Zeit hatte das Dorf 139 Einwohner und bestand aus 34 Häusern. 1896 wurde die Gemeinde dem Bezirk Mährisch Budwitz zugeordnet. Im Jahre 1900 lebten in Dantschowitz 144 Personen; 1910 waren es 162. Nach dem Ersten Weltkrieg zerfiel der Vielvölkerstaat Österreich-Ungarn, das Dorf wurde 1918 Teil der neu gebildeten Tschechoslowakischen Republik.
Beim Zensus von 1921 lebten in den 33 Häusern von Dantschowitz 204 Personen, darunter 153 Deutsche und 48 Tschechen. Im Jahre 1930 bestand Dantschowitz aus 33 Häusern und hatte 183 Einwohner, darunter 129 Deutsche und 53 Tschechen.
Nach dem Münchner Abkommen wurde die Gemeinde 1938 dem Großdeutschen Reich zugeschlagen und gehörte bis 1945 zum Kreis Waidhofen an der Thaya. 1939 lebten 191 Personen in der Gemeinde. Nach dem Ende des Zweiten Weltkrieges kam Dančovice 1945 zur Tschechoslowakei zurück, es erfolgte die Wiederherstellung der alten Bezirksstrukturen.
Am 9. Mai 1945 wurden die meisten deutschsprachigen Bewohner über die Grenze nach Österreich vertrieben und der Ort mit Tschechen besiedelt. Die wegen des Arbeitskräftebedarfs in der Landwirtschaft in Dančovice verbliebenen Deutschen wurden 1946 nach Deutschland ausgesiedelt.
1948 wurde die Gemeinde in den Okres Dačice umgegliedert. Im Jahre 1950 hatte Dančovice nur noch 121 Einwohner. Bei der Gebietsreform von 1960 wurde Dančovice im Zuge der Aufhebung des Okres Dačice dem Okres Jindřichův Hradec zugeordnet. 1961 erfolgte die Eingemeindung nach Dešná. Beim Zensus von 2001 lebten in den 32 Häusern von Dančovice 71 Personen.

## Ortsgliederung
Der Ortsteil bildet einen Katastralbezirk.

## Sehenswürdigkeiten
- Kapelle des hl. Leopold auf dem Dorfanger
- Gehöfte Nr. 19 und 32 mit spätklassizistischen Volutengiebeln und seitlichen Hofeinfahrten.
- Bildstock an der Straße nach Dešná
- Kapelle und Wegkreuz am östlichen Ortsrand